# Rhabdodontidae
Rhabdodontidae byla čeleď menších býložravých ptakopánvých dinosaurů, žijících v období pozdní křídy (před 85 až 66 miliony let) na území současné Evropy (dnešní Španělsko, Francie, Rumunsko a možná také Rakousko).

## Popis
Tito menší ornitopodi byli poněkud podobní menším hypsilofodontidům, vývojově však mají blízko k první evoluční radiaci kladu Iguanodontia. Dnes do této čeledi řadíme šest rodů a devět druhů: Matheronodon, Rhabdodon, Zalmoxes, Pareisactus, Transylvanosaurus a zřejmě sem patří také Mochlodon. Čeleď poprvé oficiálně stanovil paleontolog David B. Weishampel v roce 2003.
Tento taxon spadá do kladu Rhabdodontomorpha, který je monofyletický a vývojově pokročilejší než rod Tenontosaurus.

## Zástupci
- †Matheronodon
- †Mochlodon
- †Pareisactus
- †Rhabdodon (typový rod)
- †Transylvanosaurus
- †Zalmoxes